# Mårran 3/4 (musikalbum)
Mårran 3/4 är den svenska rockgruppen Mårrans tredje studioalbum. Albumet utgavs den 1 januari 2014 och är del ett av två där nummer två Mårran III/IV AP-IX skall släppas i april 2014.
Albumet producerades återigen av Max Lorentz och spelades in på Maroli Studios i Stockholm med pålägg gjorda på Blind Boyscout. Under tre dagar spelade man in hela 23 låtar men då man inte ville släppa ett dubbelalbum så beslutade man sig att dela upp inspelningarna på två systerskivor. Som brukligt så använder man sig av väldigt få pålägg (over dubs) men på dessa skivor spelar Kevin Kirs Verstege cello på samtliga låtar. Albumets omslag består av gruppens logotyp målat på en leksakslastbil, ett konstverk gjort av konstnären Anders Hultman exklusivt för gruppen.

## Låtlista
1. Vaggvisan (Musik-Mårran/Text-Lorentz/Binge)
2. I en annan värld (Musik & Text-Lorentz)
3. Dårarnas hotell (Musik-Mårran/Text-Lorentz)
4. Karneval av ljus (Musik-Mårran/Text-Lorentz)
5. Begravningståg för morgondagen (Musik-Mårran/Text-Binge)
6. Jag och min skugga (Musik-Mårran/Text-Binge)
7. Helt enorm (Musik-Mårran/Text-Lorentz)
8. När du är död (får du vila) (Musik-Mårran/Text-Lorentz)
9. Mårrschottis/Så dum (Musik-Mårran/Text-Lorentz)
10. Tro på mitt ord (Musik-Mårran/Text-Lorentz)

## Medverkande
- Göran Edman – sång
- Björn "Binge" Inge – trummor
- Morgan Korsmoe – basgitarr
- Max Lorentz – Hammondorgel
- Ludwig Larsson – gitarr
- Kevin Kirs Verstege – cello